# Trifolium physanthum
Trifolium physanthum är en ärtväxtart som beskrevs av William Jackson Hooker och George Arnott Walker Arnott. Trifolium physanthum ingår i släktet klövrar, och familjen ärtväxter. Inga underarter finns listade i Catalogue of Life.